# Синкраю (Клуж)
Синкраю (рум. Sâncraiu) — село у повіті Клуж в Румунії. Входить до складу комуни Синкраю.
Село розташоване на відстані 359 км на північний захід від Бухареста, 46 км на захід від Клуж-Напоки.

## Населення
За даними перепису населення 2002 року у селі проживали 1172 особи.
Національний склад населення села:
| Національність | Кількість осіб | Відсоток |
| -------------- | -------------- | -------- |
| угорці         | 991            | 84,6%    |
| румуни         | 178            | 15,2%    |

Рідною мовою назвали:
| Мова      | Кількість осіб | Відсоток |
| --------- | -------------- | -------- |
| угорська  | 991            | 84,6%    |
| румунська | 178            | 15,2%    |